# Dreispitzige Jungfernrebe
Die Dreispitzige Jungfernrebe (Parthenocissus tricuspidata), oft auch Dreiblättrige, Dreizackige bzw. Dreilappige Jungfernrebe und wie andere ähnliche Arten Wilder Wein genannt, ist eine Pflanzenart aus der Gattung der Jungfernreben (Parthenocissus) innerhalb der Familie Weinrebengewächse (Vitaceae). Einige Sorten werden als Selbstklimmer zur Fassadenbegrünung verwendet. Seltene Trivialnamen sind auch Dreilappige Zaunrebe, Veitschrebe, Veitschli, Klimmer oder Mauerkatze.

## Beschreibung

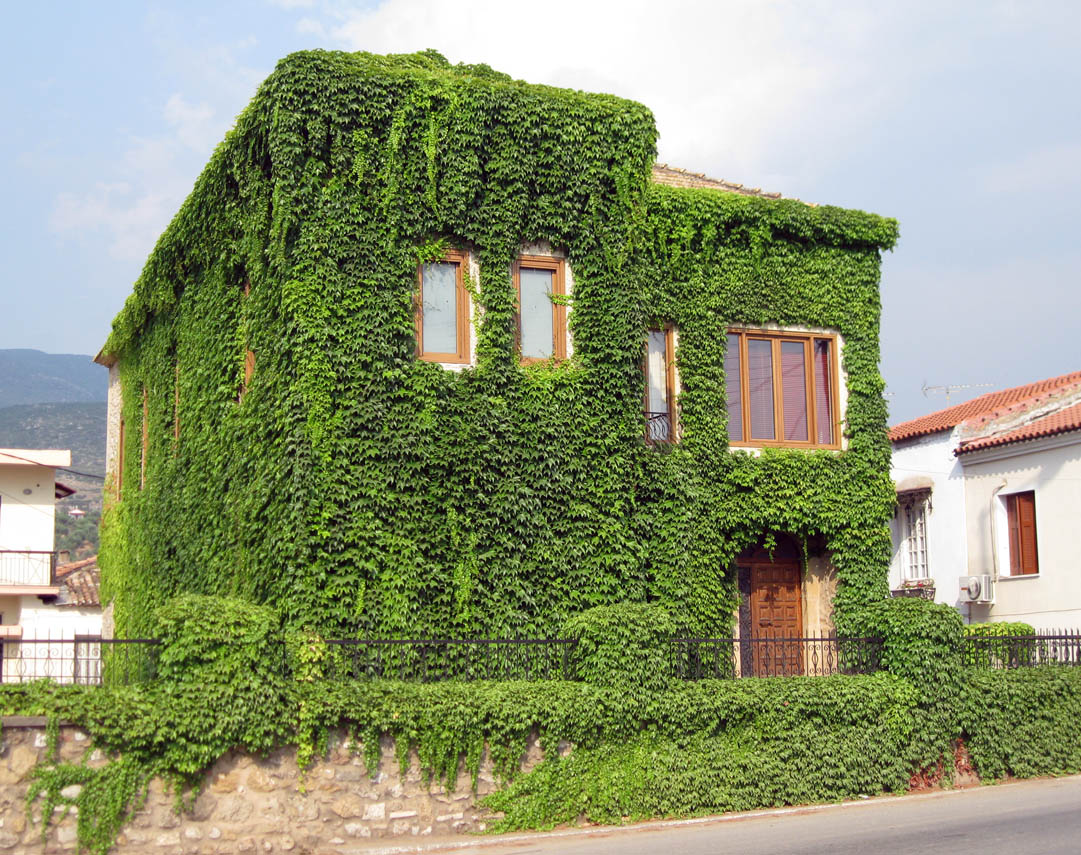
Als Schmuck eines Hauses

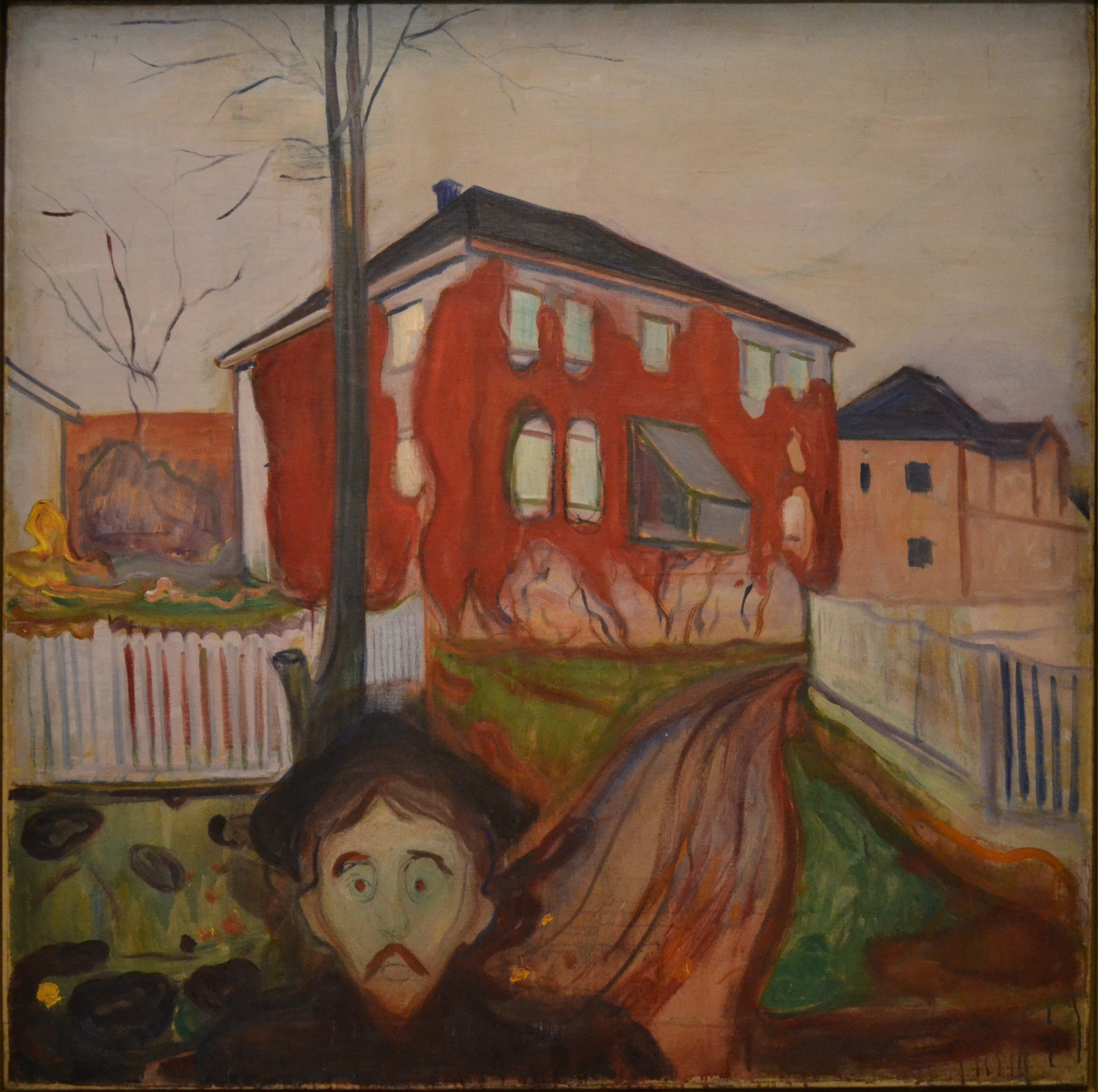
Edvard Munch: Roter Wilder Wein (ca. 1900)

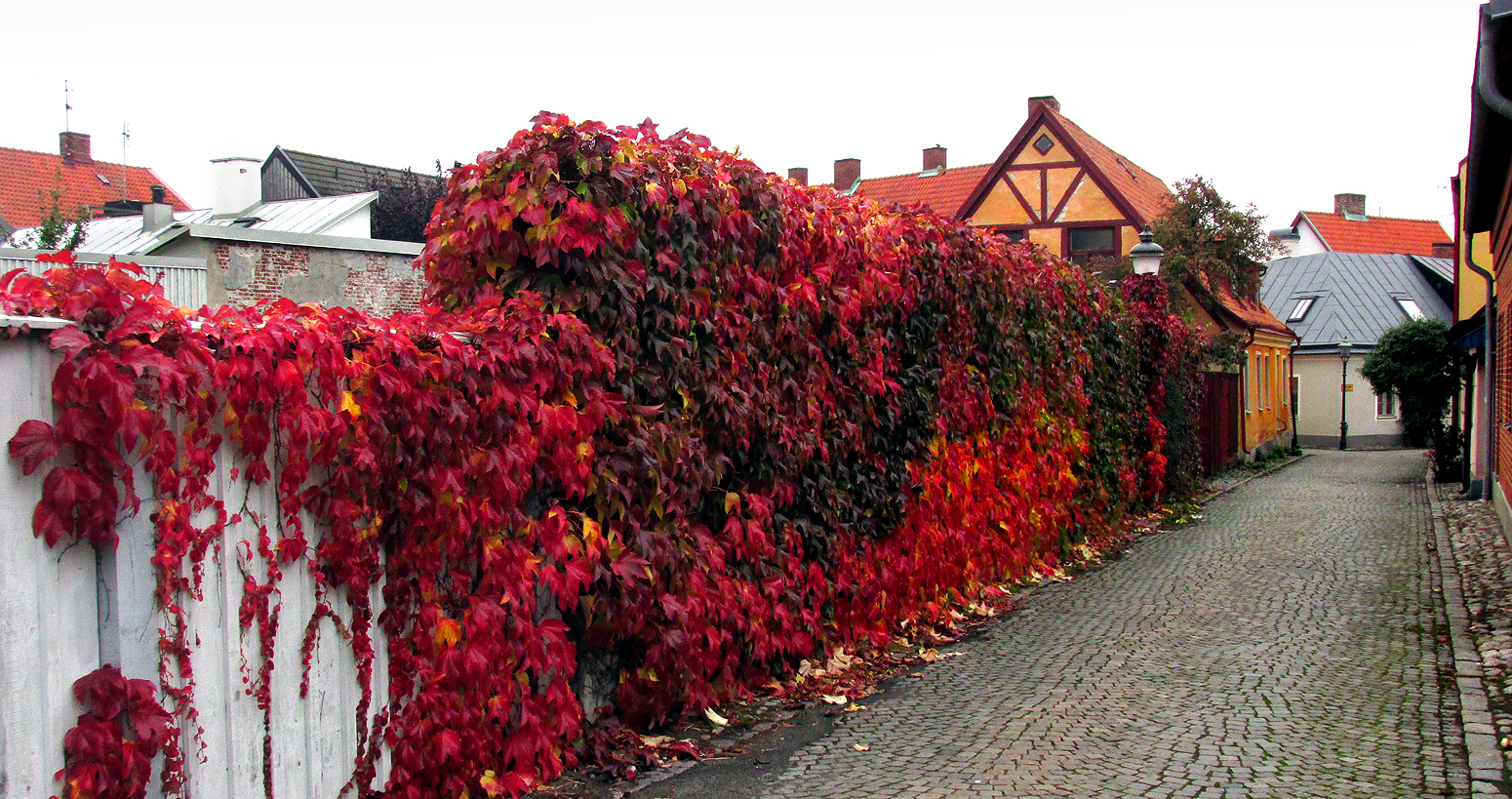
Als Mauerbegrünung, in Herbstfärbung

### Vegetative Merkmale
Die Dreispitzige Jungfernrebe ist ein sommergrüner Kletterstrauch und kann an senkrechten Wänden oder Mauern eine Wuchshöhe von über 20 Metern erreichen. Die einzelnen Ranken werden etwa 2 bis 3 Zentimeter lang und besitzen sechs bis zehn Haftscheiben, die die Pflanze an der Unterlage befestigen.
Die wechselständigen, gestielten und meist einfachen Laubblätter sind meist dreilappig und nur selten zusammengesetzt. Die einzelnen Lappen sind spitz zulaufend sowie grob spitziggezähnt. Die Blätter werden 7 bis 17 Zentimeter lang. Die Oberseite der Blattspreite ist glänzend und kahl, unterseits sind diese mattgrün und weisen lediglich auf den Blattadern eine spärliche Behaarung auf. Die Blattfarbe ist während des Austriebes zuerst rötlich grün bis bronzefarben, dann im Herbst orangegelb bis intensiv scharlachrot. Es sind Nebenblätter vorhanden.

### Generative Merkmale
In der Blütezeit von Juli bis August stehen viele Blüten in achsel- oder endständigen Schirmrispen an wenigblättrigen Kurztrieben. Die grünlich gefärbten Blüten sind klein und unscheinbar. Die fünfzähligen, zwittrigen Blüten sind kurz gestielt mit doppelter Blütenhülle. Die dicken Blütenstiele werden zur Fruchtreife rot, wie auch die Blütenstandsstiele und -verzweigungen. Der becherförmige Kelch ist gestutzt. Die kapuzenförmigen Kronblätter sind zurückgelegt. Es sind kurze Staubblätter vorhanden. Der zweikammerige, gelappte Fruchtknoten mit kurzem Griffel und kopfiger Narbe ist oberständig. Es ist ein Diskus vorhanden.
Die blauschwarzen, bis dreisamigen, „bereiften“ und rundlichen Beerenfrüchte reifen ab Oktober und weisen einen Durchmesser von 7–8 Millimetern auf. Die Früchte sind für den Menschen ungenießbar.
Die Chromosomenzahl beträgt 2n = 40.

## Bilder im Jahreswechsel

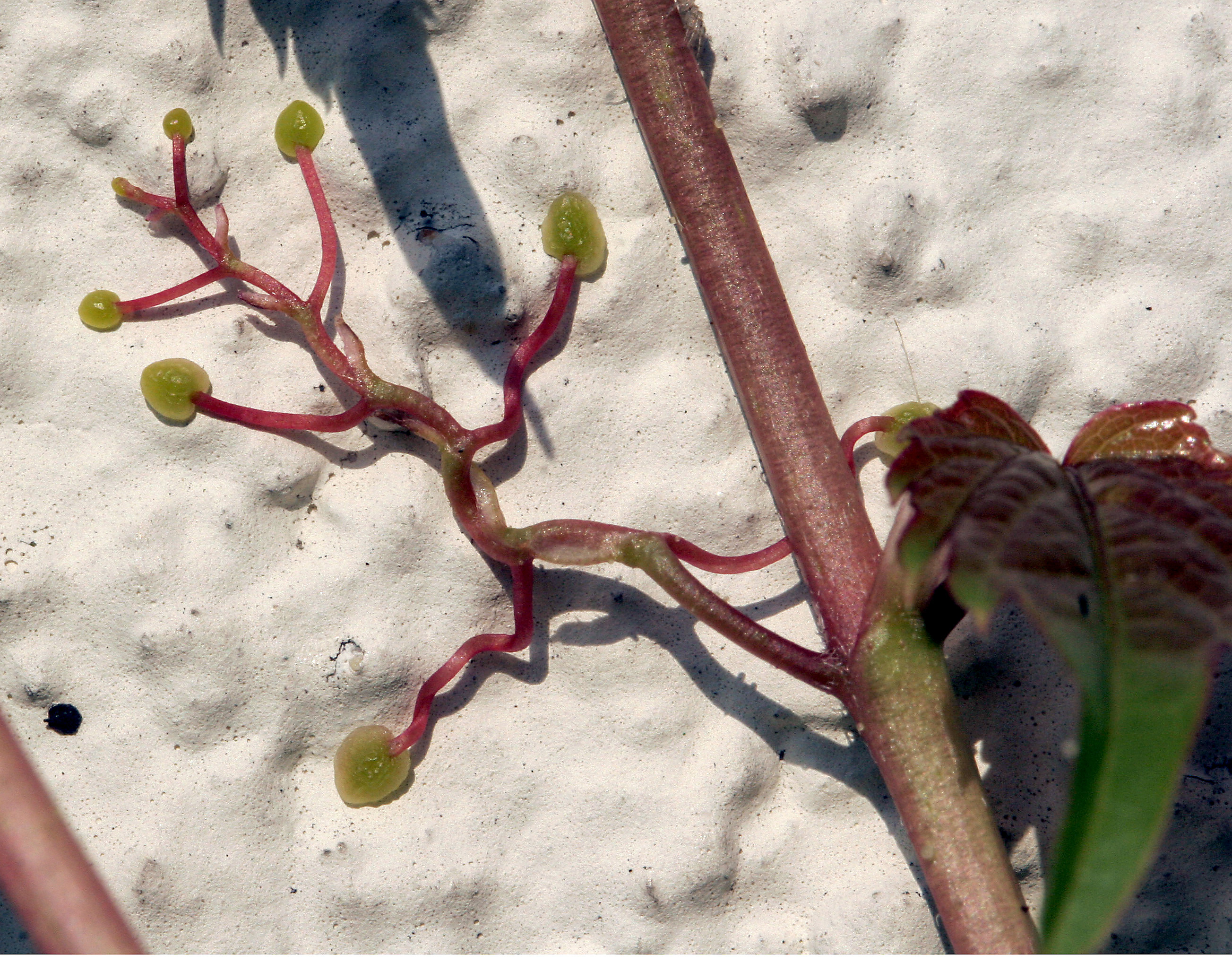
Frühling: Haftscheiben
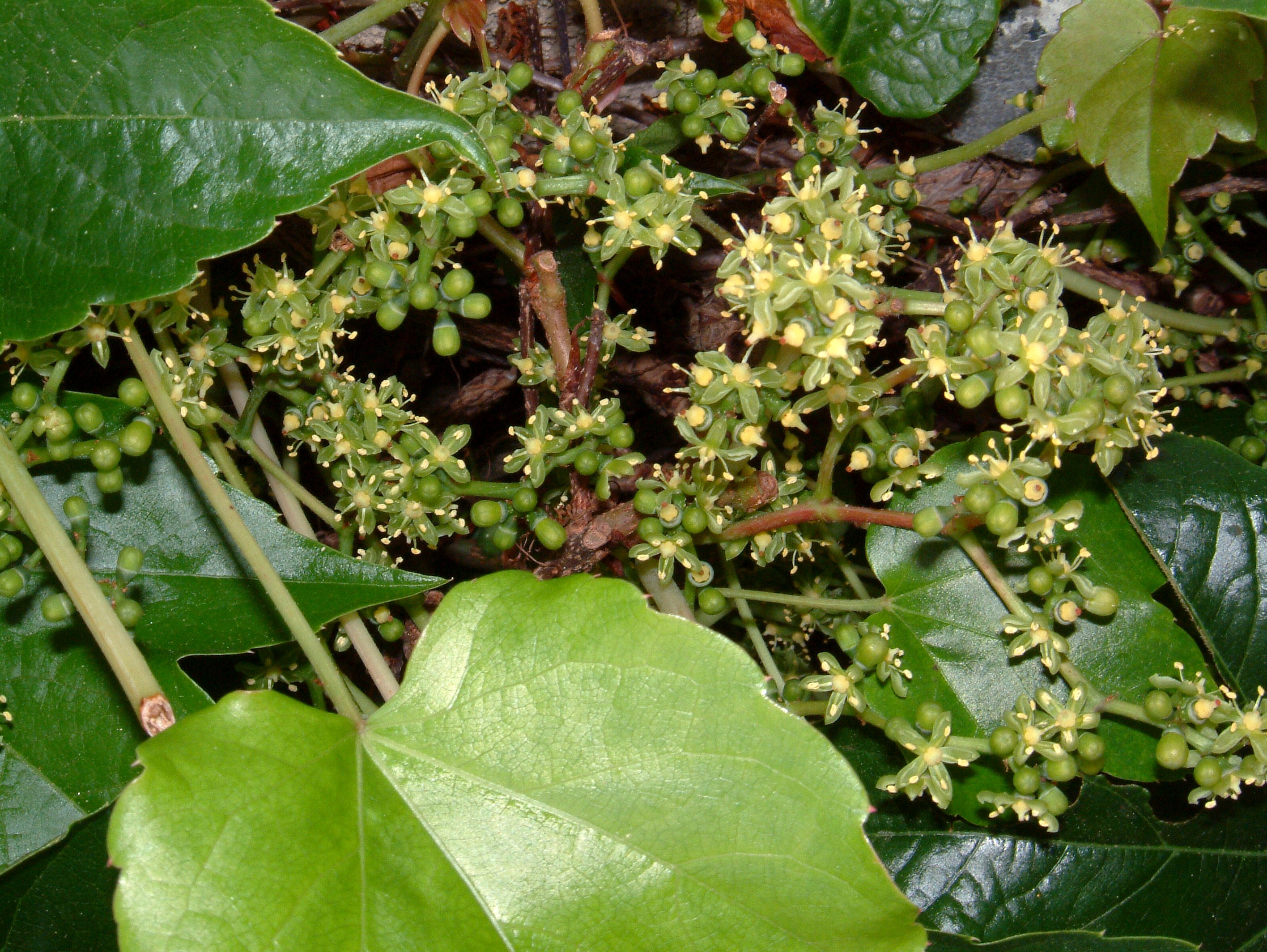
Sommer: Blütenstände
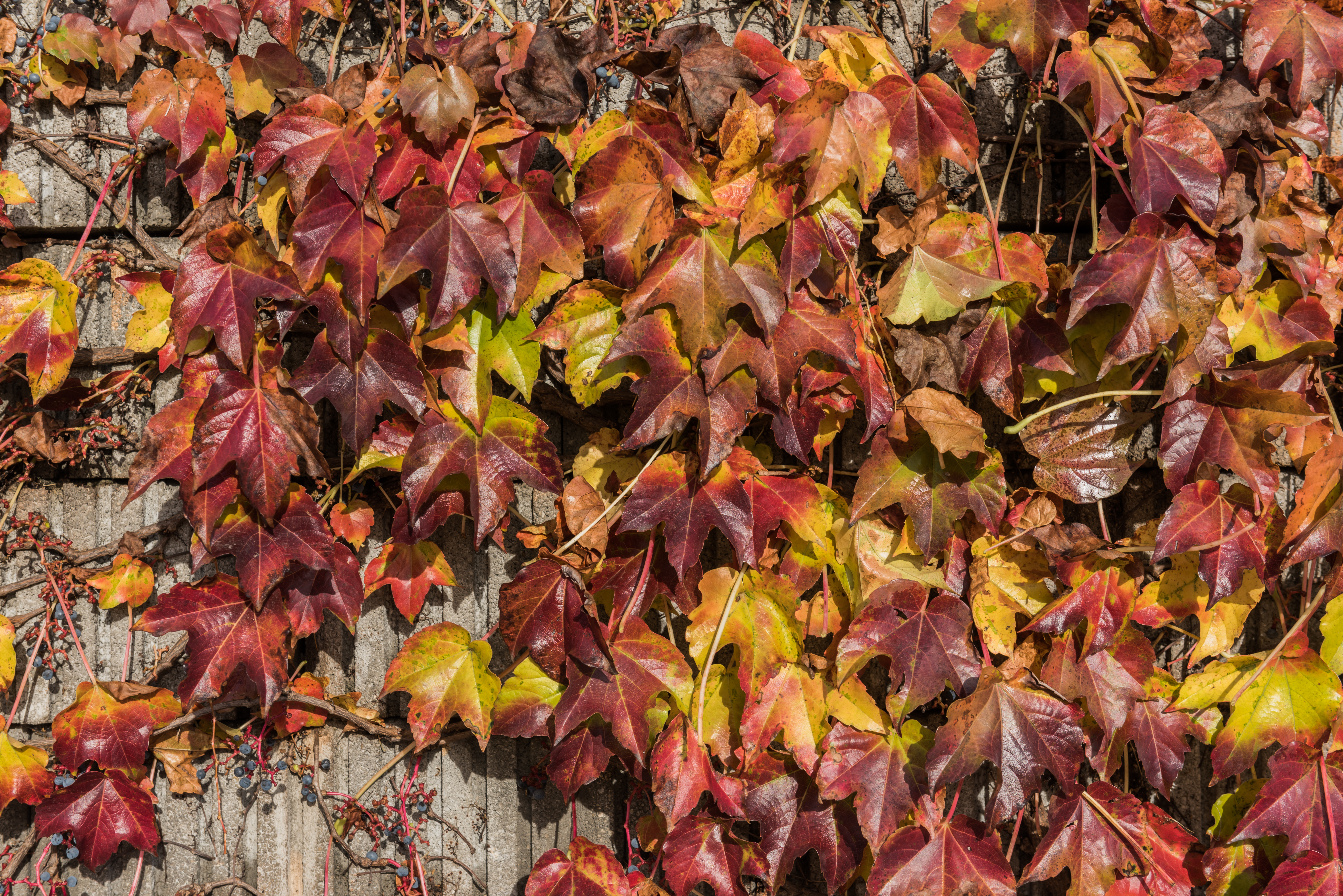
Herbst: Laubverfärbung
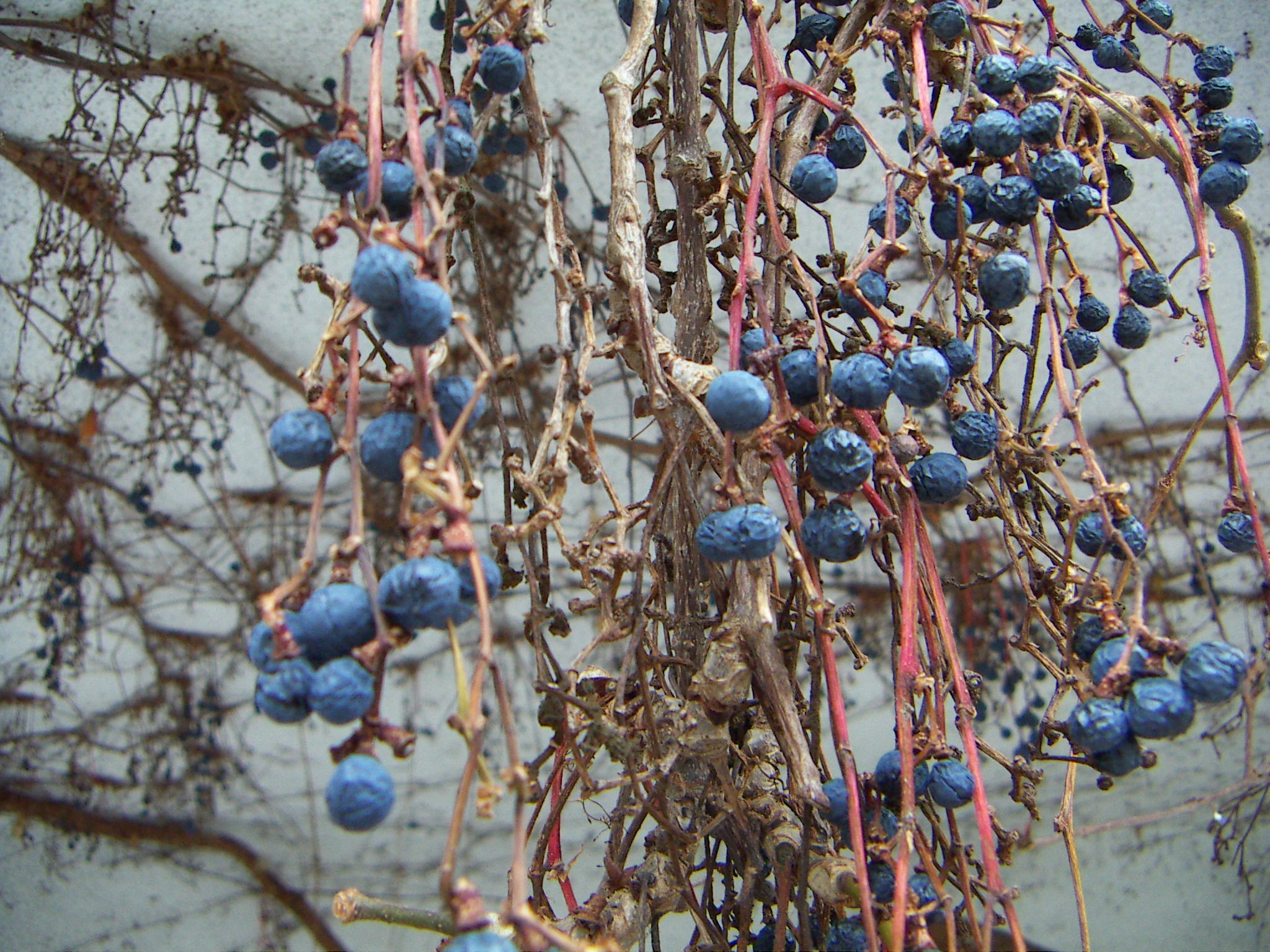
Winter: Futter für die Vögel

## Vorkommen
Die Dreispitzige Jungfernrebe ist in Japan, China und Korea heimisch und gedeiht dort in Auengebüschen, flussbegleitenden Gehölzen und feuchten Bergmischwäldern. In Europa und Nordamerika ist sie ein Neophyt.
Die ökologischen Zeigerwerte nach Landolt et al. 2010 sind in der Schweiz: Feuchtezahl F = 3 (mäßig feucht), Lichtzahl L = 3 (halbschattig), Reaktionszahl R = 3 (schwach sauer bis neutral), Temperaturzahl T = 4+ (warm-kollin), Nährstoffzahl N = 3 (mäßig nährstoffarm bis mäßig nährstoffreich), Kontinentalitätszahl K = 2 (subozeanisch).

## Ökologie
Die Haftscheiben haften nur oberflächlich am Untergrund an, ohne ihn zu beschädigen.

## Taxonomie
Die Erstbeschreibung erfolgte 1845 unter dem Namen (Basionym) Ampelopsis tricuspidata durch Philipp Franz von Siebold und Joseph Gerhard Zuccarini in Abhandlungen der Bayerischen Akademie der Wissenschaften. Mathematisch-naturwissenschaftliche Abteilung, 4, 2, S. 196.  Das Artepipheton tricuspidata bedeutet „dreispitzig“ und leitet sich vom lateinischen tri „drei“ sowie cuspidatus „zugespitzt“ ab. (Sieb. & Zucc.) Die Neukombination zu Parthenocissus tricuspidata (Sieb. & Zucc.) Planch. wurde 1887 durch Jules Émile Planchon in A. L. P. P. de Candolle und A. C. de Candolle: Monogr. phan. 5, 2, S. 452 veröffentlicht.

## Geschichte und Nutzung
Auch John Gould Veitch, der 1860 Japan besuchte, sandte Pflanzen und Samen nach England. Dort wurden die Exemplare als eigene Art Ampelopsis veitchii aufgefasst, gelten jedoch nur als Sorte der vielgestaltigen Parthenocissus tricuspidata. Bereits seit 1868 wurde diese Pflanze als Verkaufsschlager von der Gartenbaufirma Veitch and Sons in Exeter vertrieben. Diese Art wurde bereits vor 1867 in die Niederlande gebracht.
Die Ausleseformen von Parthenocissus tricuspidata sind in allen Ländern der gemäßigten Gebiete als Zierpflanze zur Mauer- und Fassadenbegrünung  weit verbreitet; einige Sorten gedeihen auch in Großstädten sehr gut. Neben der gestalterischen Wirkung dient die Fassadenbegrünung auch der Verbesserung des Mikroklimas. Nur selten verwildert diese Art, obwohl die reichlich vorkommenden Früchte gerne von Singvögeln verzehrt werden.
Häufig wird sie auf einem „Wurzelstock“ von Parthenocissus quinquefolia (Selbstkletternde Jungfernrebe) aufgepfropft, der kräftiger und kälteresistenter ist.